# ディエゴ・シモネット
- ディエゴ・シモネ

ディエゴ・エステバン・シモネット・モルデス（Diego Esteban Simonet Moldes、1989年12月26日 - ）は、アルゼンチン・ブエノスアイレス出身のハンドボール選手。モンペリエ・ハンドボール所属。

## 経歴
アルゼンチンの国内リーグでプレー後、2008年にブラジルのサンカエターノHCへ移籍。
2009年にスペインのCBトレビエハへ移籍。
2011年にフランス・LNHディヴィジオン・アンのUSイヴリーへ移籍。2012-13年シーズン限りで退団。
2013年からモンペリエ・ハンドボールへ移籍。2013-14年シーズンはベストセブンに選出された。
2014-15年シーズンは2年連続でベストセブンに選ばれた。

## 詳細情報

### 年度別成績
| 年              | チーム          | 試合 | フィールド 得点 | 率   | 7m  | 合計    | 警告 | 退場 | 失格 |
| --------------- | --------------- | ---- | --------------- | ---- | --- | ------- | ---- | ---- | ---- |
| 2011-12         | USイヴリー      | 26   | 66/109          | .606 | 0/1 | 66/110  | 4    | 5    | 0    |
| 2012-13         | USイヴリー      | 23   | 81/145          | .559 | 0/0 | 81/145  | 1    | 3    | 0    |
| 2013-14         | モンペリエHB    | 26   | 107/167         | .641 | 5/6 | 112/173 | 5    | 6    | 0    |
| 2014-15         | モンペリエHB    | 24   | 95/166          | .572 | 0/0 | 95/166  | 5    | 9    | 0    |
| 2015-16         | モンペリエHB    | 11   | 33/45           | .733 | 0/0 | 33/45   | 5    | 5    | 0    |
| 2016-17         | モンペリエHB    | 18   | 34/58           | .586 | 0/1 | 34/59   | 2    | 2    | 0    |
| 2017-18         | モンペリエHB    | 23   | 57/80           | .713 | 0/0 | 57/80   | 5    | 8    | 0    |
| 2018-19         | モンペリエHB    | 7    | 18/30           | .600 | 0/0 | 18/30   | 1    | 0    | 0    |
| フランスD1：8年 | フランスD1：8年 | 158  | 491/800         | .614 | 5/8 | 496/808 | 28   | 38   | 0    |

- 各年度の太字はリーグ最高

### タイトル

#### LNHディヴィジオン・アン
- ベストセブン：2回 (2013年・2014年)

#### その他
- EHFチャンピオンズリーグ最優秀選手：1回 (2017年)
- アルゼンチン年間最優秀選手：4回 (2009年・2013年・2014年・2015年)